# Manfred Gerlach (Neurowissenschaftler)
Manfred Wilhelm Josef Gerlach (* 10. Mai 1954 in Hammelburg) ist ein deutscher Neurochemiker, Neuropharmakologe und Hochschullehrer, dessen Forschungsschwerpunkte Biomarker von Gehirnerkrankungen, Neuromelanin und Arzneimittelsicherheit sind.

## Biografie
Manfred Gerlach studierte Biologie, Chemie und Pharmazie an der Julius-Maximilians-Universität Würzburg und der Universität Bielefeld. Seine Studien in Chemie und Pharmazie schloss er 1979 als Diplom-Chemiker bzw. 1988 mit dem zweiten Abschnitt der pharmazeutischen Prüfung ab. Er wurde 1983 in Würzburg zum Dr. nat. promoviert. An der Medizinischen Fakultät der Ruhr-Universität Bochum habilitierte er sich 1991 für das Fach Klinische Neurochemie. 1998 erfolgte die Ernennung zum außerplanmäßigen Professor durch die Ruhr-Universität Bochum.
Von 2000 bis zur Pensionierung im Februar 2020 war er der Leiter des Labors für Klinische Neurobiologie und Therapeutisches Drug Monitoring der Universitätsklinik für Kinder- und Jugendpsychiatrie, Psychosomatik und Psychotherapie in Würzburg.
In der Datenbank Scopus sind (Stand April 2020) 334 wissenschaftliche Publikationen von ihm erfasst, sie berechnet aus diesen einen h-Index von 58.

## Forschungsschwerpunkte
Im Rahmen der Parkinson-Forschung war Gerlach maßgeblich an zahlreichen Forschergruppen beteiligt, die zum Verständnis der Funktion von Neuromelanin beigetragen haben. Dieses ist das namensgebende Pigment der Substantia nigra, einem Bereich im Gehirn, in dem Nervenzellen bei Parkinson-Kranken absterben, wodurch die motorischen Symptome der Parkinson-Erkrankung hervorgerufen werden.
Ein weiterer Schwerpunkt seiner wissenschaftlichen Tätigkeit war die Entwicklung und Identifikation von Biomarkern zur Diagnose und Früherkennung neurologischer und psychiatrischer Erkrankungen. Das besondere wissenschaftliche Interesse von Gerlach gilt dem Therapeutischen Drug-Monitoring (TDM) als proaktives Instrument zur Verbesserung der Arzneimittelsicherheit in der Kinder- und Jugendpsychiatrie.
Gerlach war Initiator und Mitbegründer des Kompetenznetzes Therapeutisches Drug Monitoring Kinder- und Jugendpsychiatrie (TDM-KJP) e.V, das sich zum Ziel setzte, die medikamentöse Therapie in der Kinder- und Jugendpsychiatrie durch multizentrische Etablierung von standardisiertem TDM zu optimieren und die Patientensicherheit zu verbessern. Im Rahmen des mittlerweile von 11 Gründungszentren auf 42 Kliniken und Institute in vier Ländern (Deutschland, Österreich, Schweiz und Portugal) gewachsenen Forschungsverbundes wurde eine moderne, multizentrische Forschungsinfrastruktur in Form eines internetbasierten Patientenregisters geschaffen. In diesem Register können standardisiert naturalistische Beobachtungsdaten oder auch klinische Studiendaten großer Patientengruppen erfasst werden.
Gerlach war maßgeblich an der Konzeption und Durchführung des durch das Bundesinstitut für Arzneimittel und Medizinprodukte (BfArM) geförderten multizentrischen Pharmakovigilanz-Projektes (TDM-VIGIL) beteiligt. Mit einer prospektiven Studie sollte die begrenzte Datenlage zur Sicherheit und Alltagseffektivität von Psychopharmaka im Kindes- und Jugendalter erweitert werden.

## Ehrenämter
Gerlach hat zudem zahlreiche Ehrenämter inne. Unter anderem ist er seit 2007 Vorsitzender des wissenschaftlichen Programmkomitees des World Congress on ADHD. Außerdem war und ist er ehrenamtlich als Schatzmeister für verschiedene Gesellschaften tätig: für die Gesellschaft für experimentelle und klinische Neuro-Psychopharmakotherapie, die Deutsche Parkinson-Gesellschaft, das Kompetenznetzwerk Therapeutisches Drug Monitoring Kinder- und Jugendpsychiatrie, die Arbeitsgemeinschaft für Neuropsychopharmakologie und Pharmakopsychiatrie und die Parkinson-Stiftung.

## Preise und Auszeichnungen
- 2007: Parkinson-Forschungspreis der Senator Dr. Franz Burda-Stiftung[2]
- 2017: Humboldt-Plakette der Deutschen Parkinson-Gesellschaft e.V.[9]
- 2018: Hanse-Preis für Molekulare Psychiatrie der Klinik und Poliklinik für Psychiatrie und Psychotherapie der Universität Rostock[10]
- 2023: Medal of the World Federation of ADHD[11]

## Veröffentlichungen (Auswahl)
- mit Heinz Reichmann, Peter Riederer: Die Parkinson-Krankheit. Grundlagen, Klinik, Therapie. Springer Verlag, Wien New York, ISBN 978-3-211-48307-7
- als Hrsg. mit Claudia Mehler-Wex, Susanne Walitza, Andreas Warnke, Christoph Wewetzer: Neuro-Psychopharmaka im Kindes- und Jugendalter. Grundlagen und Therapie. Springer Verlag, Wien New York, ISBN 978-3-662-48623-8
- mit Andreas Warnke und Laurence Greenhill: Psychiatric Drugs in Children and Adolescents. Basic Pharmacology and Practical Applications. Springer Verlag, Heidelberg Dordrecht London New York Wien, ISBN 978-3-7091-1500-8
- mit Andreas Warnke: Pocket Guide Neuro-/Psychopharmaka im Kindes- und Jugendalter. Verlag Springer Heidelberg, ISBN 978-3-662-61087-9